# (9558) 1986 QB3
(9558) 1986 QB3 est un objet de la ceinture principale extérieure découvert en 1986.

## Description
(9558) 1986 QB3 a été découvert le 29 août 1986 à l'observatoire de La Silla, au Chili,  par Henri Debehogne.

### Caractéristiques orbitales
L'orbite de cet astéroïde est caractérisée par un demi-grand axe de 3,20 UA, un périhélie de 2,64 UA, une excentricité de 0,17 et une inclinaison de 2,88° par rapport à l'écliptique. Du fait de ces caractéristiques, à savoir un demi-grand axe entre 3,2 et 4,6 UA, il est classé, selon la JPL Small-Body Database, comme objet de la ceinture principale extérieure.

### Caractéristiques physiques
(9558) 1986 QB3 a une magnitude absolue (H) de 12,9 et un albédo estimé à 0,117.